# Marie-Dominique Philippe
Marie-Dominique Philippe (ur. 8 września 1912 w Cysoing, zm. 26 sierpnia 2006 w St. Jodard) – francuski dominikanin, teolog i filozof. Wykładowca Uniwersytetu we Fryburgu Szwajcarskim. Założyciel Wspólnoty św. Jana.

## Refleksja teologiczna

### O miłości i kryzysie nowożytnej teologii
Według Marie-Dominique'a Philippe'a OP refleksja teologiczna o miłości chrześcijańskiej doznała straty u progu ery nowożytnej, gdy pod wpływem Williama Ockhama uprawianie teologii odeszło od poszukiwań metafizycznych do analiz czysto logicznych. Teologia zamknęła się na kontemplację, gdyż obraca się w kręgu idei i pojęć, nie sięgając samej rzeczywistości – o której mówi:

Prymat logiki prowadzi do prymatu idei; kiedy zaś idea staje się pierwsza, miłość nie może już być tym, czym powinna. Krótko mówiąc, pozbawiając poznanie intelektualne i metafizykę realizmu, logika Ockhama spowodowała natychmiastowy upadek teologii. Dopóki logika pozostaje narzędziem, jest oczywiście czymś wspaniałym. Kiedy tylko jednak zajmie miejsce metafizyki, zabija wszelkie spojrzenie na miłość. W istocie Ockham przekazał teologię, która nie mogła już mówić o Duchu Świętym i o miłości tak jak powinna.

{{Cytat}} Brakujące pola: treść. Przestarzałe pola: 1.

## Nadużycia seksualne
W 2013 przełożony generalny Wspólnoty św. Jana o. Thomas Joachim  poinformował, że „o. Philippe czasem podejmował działania sprzeczne z czystością wobec dorosłych kobiet, którym towarzyszył”, chodzi tutaj o kobiety których był kierownikiem duchowym. o. Thomas-Joachim w wywiadzie dla chrześcijańskiego tygodnika „La Vie” powiedział: „Chociaż jego życie było mniej przykładne, niż sądziliśmy, ojciec Marie-Dominique Philippe pozostaje naszym założycielem”.
Kapituła generalna zgromadzenia obradująca pod koniec października 2019 r. w Saint-Jodard w Owernii pod przewodnictwem br. François-Xaviera Cazaliego rozpoznała, że zarzuty wobec założyciela zostały niestety potwierdzone. Ojciec Marie-Dominique dopuszczał się nadużyć seksualnych wobec licznych kobiet zarówno należących, jak i nienależących do Wspólnoty św. Jana. Dochodziło do nich w kontekście kierownictwa duchowego i były wyrazem „nadużycia władzy i sumienia”.

### Wybrane publikacje
- O miłości. Agnieszka Kuryś (przekład). Kraków: Wydawnictwo M, 1999, s. 207. ISBN 83-7221-109-4.
- Iść za Barankiem. Warszawa: PROMIC - Wydawnictwo Księży Marianów, 2007. Brak numerów stron w książce
  - Tom 1: Rekolekcje o Ewangelii św. Jana. Dorota Szczerba (przekład). Wyd. 2. s. 218. ISBN 978-83-7502-072-4.
  - Tom 2: Dokądkolwiek idzie. Agnieszka Kuryś (przekład). Wyd. 2. s. 333. ISBN 978-83-7502-066-3.
  - Tom 3: Światłość świata. Agnieszka Kuryś (przekład). s. 262. ISBN 978-83-7502-065-6.
- Stwórca, Ojciec mojej duszy. [w:] Orygenes.org notes biblijny... [on-line]. [dostęp 2011-12-23].

### Opracowania
- Peltereau-Villeneuve, Benoît-Emmanuel; Schwizgebel, Ariane: Le père Marie-Dominique Philippe, ouvrier de la sagesse. Philippe-Marie Mossu (wstęp). Les Plans (Szwajcaria): Parole et Silence Editions, 2012. ISBN 2-88918-070-0. Brak numerów stron w książce